# AIRES
AIRES (acroniem voor Aerovías de Integración Regional S.A.) was een Colombiaanse luchtvaartmaatschappij. Het hoofdkantoor was gevestigd in Bogota. De thuishaven was Aeropuerto Internacional El Dorado.
AIRES werd opgericht in Ibagué en begon met vliegen op 23 februari 1981. Aanvankelijk bestond de vloot uit twee toestellen van het type Embraer EMB 110, maar in 2008 werden Boeing 737-700 toestellen aangeschaft en werd het bedrijf een lagekostenmaatschappij.
In 2009 had AIRES het op een na grootste deel van de thuismarkt.
Op 16 augustus 2010 verongelukte een toestel van AIRES bij de landing in San Andrés op de Colombiaanse archipel San Andrés en Providencia voor de kust van Nicaragua. Een passagier kwam om, 114 anderen raakten gewond. Het vliegtuig was afkomstig uit de hoofdstad Bogota.
On 28 oktober 2010 werd bekend gemaakt dat 98% van de aandelen van AIRES zijn gekocht door de Chileense maatschappij LATAM Airlines. AIRES is in 2011 opgegaan in deze luchtvaartmaatschappij. 